# 東政図
東 政図（ひがし まさみち）は、江戸時代後期の盛岡藩の家老。維新後は盛岡県大参事、後に外務省に入省し外交官となる。興亜会会員であり、そのアジア主義思想は石原莞爾にも影響を与えた。一般に書籍などでは『東次郎』の表記で紹介される事が多い。

## 生涯

### 藩政改革と戊辰戦争
父の政博は、石原汀や田鎖高行を重用して悪政を敷いた南部利済に抗議して自害したため、東家は家禄や家屋を没収され南部姓の名乗りも剥奪された。しかしその家格のために再興を許され、350石で召し出された。嘉永3年（1850年）、13代藩主・南部利義の小姓となり、同5年には近習頭となる。その後嘉永三閉伊一揆を受けて藩政の立て直しを迫られた盛岡藩は、家老に昇進した政図や楢山佐渡といった若手の人材を登用して事に当たった。これから政図と佐渡は幕末の盛岡藩の主導的立場を担うこととなるが、政図の急進的な改革論は佐渡を始めとする藩内保守層からの反発を招いたために、失脚した。以後政図は2回に渡り辞職と復職を繰り返しながら藩政に関わっていく。
戊辰戦争のうち会津戦争が始まると盛岡にも奥羽鎮撫総督の九条道孝一行が進駐したが、この時はまだ藩論が定まらなかったため軍資金1万両を払い領内退去を願う形となり、道孝らは庄内藩討伐のため秋田へと向かった。久保田藩はこの時仙台藩が送った使者を殺害して総督側への忠節を示したが、殺害された人数の中には盛岡藩士も含まれていたために藩内の強硬派を勢いづかせることとなった。その後仙台藩からの秋田討伐令と、総督側からの秋田を援けて庄内を討つべしという指令との間で藩論を二分しての争いとなるが、この時陰で反同盟論を主導したのは蟄居謹慎中であった政図であった。藩の重鎮家老を集めあくまで反同盟で行くべきと主張したが、結局は楢山佐渡ら強硬派に押し切られ盛岡藩は秋田戦争に突入し、敗北する。

### 新県政と尾去沢銅山事件
盛岡藩が戦争に敗れると、政図は野田親孝らと共にその敗戦処理を取り仕切ることとなる。府藩県三治制下では藩大参事を務め、明治3年7月12日には盛岡県大参事に任命され新県政に当たった。しかしここである問題が発生する。旧盛岡藩は藩の御用商人であった村井茂兵衛の名義を使い英国商人オールトから大量の借金をしていたが、この負債は名義上村井が返済することになっていた。この負債を新県に移項させるにあたり、政図は村井を呼び出し同様の内容の誓約書に改めて調印させ、かつ盛岡県産物商社頭取に任命して責任を負わせた。翌明治4年、この証文が、当時各県の外債を代わりに返済していた大蔵省の次官だった井上馨の目に留まり、借金返済の代わりに村井の所有していた尾去沢鉱山を差し押さえて競売にかけ、井上の知人の政商に売り渡すという行為に出た。そのため村井は司法卿の江藤新平にこれを訴え、この尾去沢事件は井上と村井、そして旧盛岡藩関係者を巻き込んだ刑事事件へと発展した（井上馨#尾去沢銅山事件も参照）。政図は明治4年3月に大参事の職を辞しており、この事件発覚による一定の責任を取ったものだと思われる。明治7年の台湾出兵の際は、旧藩士630人の名前を書き上げて政府側に請願している。

### 外交官として
県政から去った政図はその行政手腕を買われて外務省に入省し、明治8年（1875年）には天津に赴任して活動した。その後帰国して外務省御用掛となったが、この時の外務卿はあの尾去沢事件で誼を通じた井上馨であった。明治15年（1882年）に壬午事変が発生した際はその対応に追われた。またこの頃興亜会会員となりアジア主義思想を唱えていく。翌明治16年には芝罘（煙台市）の領事代理に任ぜられる。当時外務省職員で天津領事として赴任する原敬に同行しての旅程であった。

### 引退後
外務省引退後は原敬らと共に大隈英麿の借金問題の相談役となっており、この時に大隈重信からの知遇を得る。子の南部襄吉の仙台陸軍幼年学校の同期生に石原莞爾がおり、政図とも面識があった。その外交経験を通してのアジア主義思想は石原の中国観にも少なからず影響を与えたとされる。亡くなる数年前には元の南部姓に復帰し、南部次郎と改名している。
1911年（明治44年）3月2日に従五位に叙せられた後、3月5日に東京市牛込区大久保余丁町の自宅において死去。